# Občanský zákoník (Československo, 1950)
Občanský zákoník z roku 1950 (zákon č. 141/1950 Sb.), často nazývaný střední, protože nahradil všeobecný zákoník občanský z roku 1811 a následně byl sám už roku 1964 nahrazen novým zákoníkem, byl vyústěním právnické dvouletky v oblasti občanského práva. Byl silně poplatný době (a okolnostem) svého vzniku, což bylo dáno již rozhodnutím o jeho přijetí revolučním programem komunistické strany a složením kodifikační komise, v níž měl hlavní slovo Viktor Knapp. Inspirací mu byl sovětský občanský zákoník z roku 1922 a principy sovětské ústavy z roku 1936. Komise však (zejména kvůli časovému tlaku) pracovala i s nerealizovaným návrhem občanského zákoníku z prvorepublikové doby.
Ústředním motivem zákoníku byla regulace (resp. omezení) majetkových vztahů, zajistit měl zejména kontrolu a dohled státu nad téměř veškerým majetkem. Vedle toho došlo poprvé v historii k unifikaci občanského práva na území celého Československa (ABGB neplatil na Slovensku). Vzhledem k následující kodifikaci z šedesátých let se tato neodpoutala od kontinentální civilistické tradice, tradiční smluvní typy a instituce zůstaly zachovány, respektováno bylo i tradiční právní názvosloví. K nejzásadnější zásahům patřilo rozlišení vlastnických typů (a preferování tzv. socialistických forem vlastnictví), zrušení institutu res nullius (věc ničí), výrazné zjednodušení institucí držby a vydržení a zrušení zásady superficies solo cedit.